# Санъё-синкансэн
Санъё-синкансэн (яп. 山陽新幹線 Санъё: синкансэн) — линия скоростной железной дороги Синкансэн в Японии. Она соединяет станцию Син-Осака в Осаке со станцией Хаката в Фукуоке, которые являются двумя наибольшими городами в западной Японии.

## Поезда
На линии работают три маршрута (в порядке от самого быстрого до самого медленного): «Нодзоми», «Хикари» и «Кодама». Большинство поездов продолжает движение по Токайдо-синкансэну.
- Поезда 500-й серии «Кодама».
- Поезда 700-й серии маршруты «Нодзоми», «Хикари», «Кодама».
- Поезда серии N700 маршруты «Нодзоми», «Хикари», «Кодама».